# Saint Kitts i Nevis na Mistrzostwach Świata w Lekkoatletyce 2009
Saint Kitts i Nevis na Mistrzostwach Świata w Lekkoatletyce 2009 – reprezentacja Saint Kitts i Nevis podczas czempionatu w Berlinie liczyła 6 zawodników. Żaden z nich nie osiągnął finału.

## Występy reprezentantów Saint Kitts i Nevis

### Mężczyźni
| Konkurencja   | Zawodnik    | Eliminacje | Eliminacje | Ćwierćfinał | Ćwierćfinał | Półfinał      | Półfinał      | Finał         | Finał         |
| Konkurencja   | Zawodnik    | Wynik      | Poz.       | Wynik       | Poz.        | Wynik         | Poz.          | Wynik         | Poz.          |
| ------------- | ----------- | ---------- | ---------- | ----------- | ----------- | ------------- | ------------- | ------------- | ------------- |
| Bieg na 100 m | Kim Collins | 10,28      | 12.        | 10,20       | 18.         | Nie awansował | Nie awansował | Nie awansował | Nie awansował |
| Bieg na 200 m | Kim Collins | 20,83      | 19.        | 20,84       | 22.         | Nie awansował | Nie awansował | Nie awansował | Nie awansował |

### Kobiety
| Konkurencja        | Zawodniczka                                                  | Eliminacje | Eliminacje | Ćwierćfinał | Ćwierćfinał | Półfinał       | Półfinał       | Finał          | Finał          |
| Konkurencja        | Zawodniczka                                                  | Wynik      | Poz.       | Wynik       | Poz.        | Wynik          | Poz.           | Wynik          | Poz.           |
| ------------------ | ------------------------------------------------------------ | ---------- | ---------- | ----------- | ----------- | -------------- | -------------- | -------------- | -------------- |
| Bieg na 200 m      | Virgil Hodge                                                 | 11,47      | 19.        | 11,61       | 24.         | Nie awansowała | Nie awansowała | Nie awansowała | Nie awansowała |
| Bieg na 200 m      | Virgil Hodge                                                 | 23,34      | 22.        |             |             | 23,19 SB       | 16.            | Nie awansowała | Nie awansowała |
| Bieg na 200 m      | Tameka Williams                                              | 23,27 SB   | 18.        |             |             | 23,47          | 23.            | Nie awansowała | Nie awansowała |
| Bieg na 200 m      | Meritzer Williams                                            | 23,72      | 35.        |             |             | Nie awansowała | Nie awansowała | Nie awansowała | Nie awansowała |
| Bieg na 400 m      | Tiandra Ponteen                                              | 52,54      | 20.        |             |             | 53,22          | 20.            | Nie awansowała | Nie awansowała |
| Sztafeta 4 x 100 m | Tanika Liburd Meritzer Williams Tameka Williams Virgil Hodge | 43,98      | 11.        |             |             |                |                | Nie awansowała | Nie awansowała |